# 皮埃尔·特鲁多
约瑟夫·菲利普·皮埃尔·伊夫·艾略特·特鲁多，CC，CH，PC，QC，FSRC（法語：Joseph Philippe Pierre Yves Elliott Trudeau，1919年10月18日—2000年9月28日），常作皮耶·特鲁多，常用姓名首字母縮寫PET，加拿大政治家，為第15任加拿大总理。於1968年至1984年間兩度出任總理，期間於1979年至1980年短暫擔當官方反對黨領袖。他的總理任期達15年164日，為繼威廉·莱昂·麦肯齐·金和约翰·亚历山大·麦克唐纳後加拿大史上第三長。
以律師和知識分子背景出身的杜魯多於1965年加入加拿大自由黨，同年首次當選加拿大國會下議院議員，並出任總理萊斯特·皮爾遜的國會秘書，再於1967年出任加拿大司法部長。他的外向性格成為媒體焦點，隨之而成的「杜魯多狂熱」（Trudeaumania）有助他於1968年當選自由黨黨魁，他亦藉此成為總理，並從1960年代末至1980年代初把持加拿大政治形勢。他先後於1968年、1972年和1974年帶領自由黨贏取聯邦大選，1979年大選則僅敗予進步保守黨，1980年大選再度獲勝，再於1984年大選前不久告別政壇。
杜魯多的性格和政治生涯在國內引起極化反應。支持者赞美他的智力和敏锐的政治能力，抑制魁北克十月危機，在魁北克主權運動興起下維持加拿大國家統一並塑造泛加拿大身份應同，以及大幅改革加拿大的政治制度，包括从英国獲取制憲權、確立《加拿大权利與自由宪章》、以及實行法定雙語制。反對者則批评他的傲慢作風，認為他不善管理经济，並將國內決策權過度集中於聯邦層面，從而損害魁北克的文化和草原三省的經濟。然而毫无疑问，他重新塑造了加拿大这个国家。
他的長子賈斯汀·杜魯道先後帶領自由黨贏取2015年和2019年聯邦大選，承父衣缽出任加拿大總理，成為加拿大建立聯邦以來第一對擔任聯邦總理的父子。為了區別兩人，中文媒體不時將兩人分別稱為老杜魯道（老杜）和小杜魯道（小杜）。

## 家族和早年生活
杜魯道家族可追溯至16世紀居於法國馬西亞克-朗維爾的羅貝爾（Robert Truteau，1544年-89年）；該家族首名遷居現加拿大的成員為1659年抵達的木匠艾天（Étienne）。
皮耶·杜魯道於1919年10月18日在魁北克省蒙特利尔烏特蒙（Outremont）出生:8，父亲是法裔加拿大人富商及律师夏爾·杜魯道（Charles-Émile "Charley" Trudeau），母亲葛丽斯·爱略特（Grace Elliott）有法国及苏格兰血统，祖父母為魁北克法語系農夫。夏爾擁有一系列加油站、數個礦場、蒙特婁一座遊樂場、以及小聯盟棒球隊蒙特婁皇家隊（Montreal Royals）。他於1935年去世，皮耶與姊姊敘澤特（Suzette）和弟弟小夏爾（Charles Jr.）每人獲發五千元遺產:24。葛丽斯此後投身羅馬天主教會事務和其他義務工作，不時走訪歐美各地，間中帶同子女隨行:25；皮耶餘生亦與母親和姊弟關係緊密。
杜魯道小學時期就讀烏特蒙的柯布學院（Académie Querbes），期間受到天主教所薰陶。該校主要教授英語系和法語系天主教徒，每班學生人數較低，杜魯道於數學班和宗教班表現出色:25–27。杜魯道自幼便流利英法雙語，有利他日後涉足政壇。他隨後入读声望甚高的法語耶穌會学校布雷伯夫約翰學院；該校以教授魁北克法語系菁英家族子弟見稱:27。杜魯道就讀該校期間受到神职派法西斯主義和魁北克民族主義所影响。
杜魯道在該校第七年（即最後一年）決心贏取羅德獎學金，在申請書中表示自己研習公眾演講和在校報撰文，從而準備日後投身公職，並獲校長布蘭神父（Father Boulin）稱讚「在所有範疇皆表現卓越」:65。杜魯道於1940年從該校畢業，但未有贏取羅德獎學金:47。他此後決意投身政治，並到蒙特利尔大学修讀法学学位:73。

## 二戰和大學生涯
杜魯道入讀蒙特婁大學時正值第二次世界大戰開戰後首年；他表示在納粹大屠殺未廣為人知下，當時蒙特婁地區的法裔加拿大人青年（如他本人）普遍認為這場戰爭只是列強之間的一次角力，又指自己當時希望盡量在戰時繼續學業:32。他當時反對加拿大徵兵到海外戰場:32，並於1942年加拿大國會下議院議席補選中協助反對徵兵的讓·德拉坡（Jean Drapeau）競選 :34。他又大力批評時任總理麦肯齐·金的戰時政策，包括暫停人身保護令:191。縱雖如此，杜魯道仍於1942年加入加拿大陆军军官训练團（Canadian Officers' Training Corps），在家乡的预备役部队服役，學年間在蒙特婁軍械庫進行訓練，夏季則到法納姆軍營（Camp Farnham）接受進一步軍訓:34。
他於1943年從蒙特婁大學畢業，實習一年後到哈佛大学公共管理研究學院（即現甘迺迪政府學院）修讀政治经济学硕士学位，論文覆蓋马克思主义、共產主義和基督教。在法西斯主義席捲歐洲下，當地不少知識分子遷居美國，哈佛遂鞏固其學術中心地位。杜魯道在回憶錄中坦言，哈佛的學術環境令他意識到二戰的重要歷史地位，以及他錯失了參與該世紀其中一樁重大事件的機會:37。
身為法語天主教徒的杜魯道首次在魁北克以外居住，而哈佛受新教和美國英語文化影響的環境令他感到格格不入，他因此于1947年改到巴黎政治学院学习:137。他随后转入倫敦政治經濟學院，跟隨哈羅德·拉斯基學習，從而令他相信凱恩斯主義經濟學和社會科學在民主社會的生活質素佔重要地位；然而他沒有完成該校論文。
為了尋找個人目標，杜魯道於1948年夏季走訪世界多處:176，當中包括波蘭的奧斯威辛集中營、捷克斯洛伐克、奧地利、匈牙利、南斯拉夫、保加利亞、土耳其、約旦和伊拉克:176–179。他又使用其英國護照到訪巴基斯坦、印度、中國和日本:180–190。經過五年異地生活後，杜魯道於1949年返回加拿大，思維顯然較離加前擴闊，並對魁北克法語系居民「狹窄的民族主義」和該省政府的「威權主義」感到驚駭。

## 早期事業
杜魯道回國後迅即成為反對保守派魁北克省省長莫里斯·杜普萊西（Maurice Duplessis）執政的主要人物之一。他於1949年魁北克石棉工人罢工期間积极支持工人，後於1956年编辑一本名為《石棉罷工》（La grève de l'amiante）的书籍並撰寫其序文和結論，當中提出此次罢工在魁北克歷史中佔有重要意义，因为它标志着人民开始反抗法语宗教势力和英语商人阶层對魁北克的長年保守统治:289,292。杜魯道參與這場罷工活動，令他落入省長杜普萊西的黑名單，無法在母校蒙特婁大學任教。他遂於1949年到渥太華任職公務員，在聯邦自由黨藉總理路易·聖洛朗主導的樞密院辦公室中出任經濟政策顧問至1951年。
此後杜魯道返回蒙特婁，並參與创办《自由城市》杂志（Cité Libre），成了寂静革命时知识分子的大本营。他持有進步派價值觀，且與聯邦層面的民主社會主義政黨合作社聯邦聯合會（CCF）數名知識分子熟絡，因此於1950年代支持該黨，並成為該黨成員。由于他订阅过左派出版物，并曾到莫斯科出席会议，1950年代他曾被列入美国政府的黑名单而禁止入境；杜魯道其後申請上訴禁足令並獲勝。然而，到了1950年代末，杜魯道開始抗拒社會民主和勞工政黨，認為那些政黨應擱置其狹窄目標並與自由黨聯手抵禦民主制度。
杜普萊西於1959年去世，杜魯道則從1961年起在蒙特婁大學出任法学副教授至1965年，期间他的政治立场转向自由主义。他曾獲女王大學招攬教授政治學，但因他寧願在魁北克任教而婉拒。

## 初進國會、部长时期

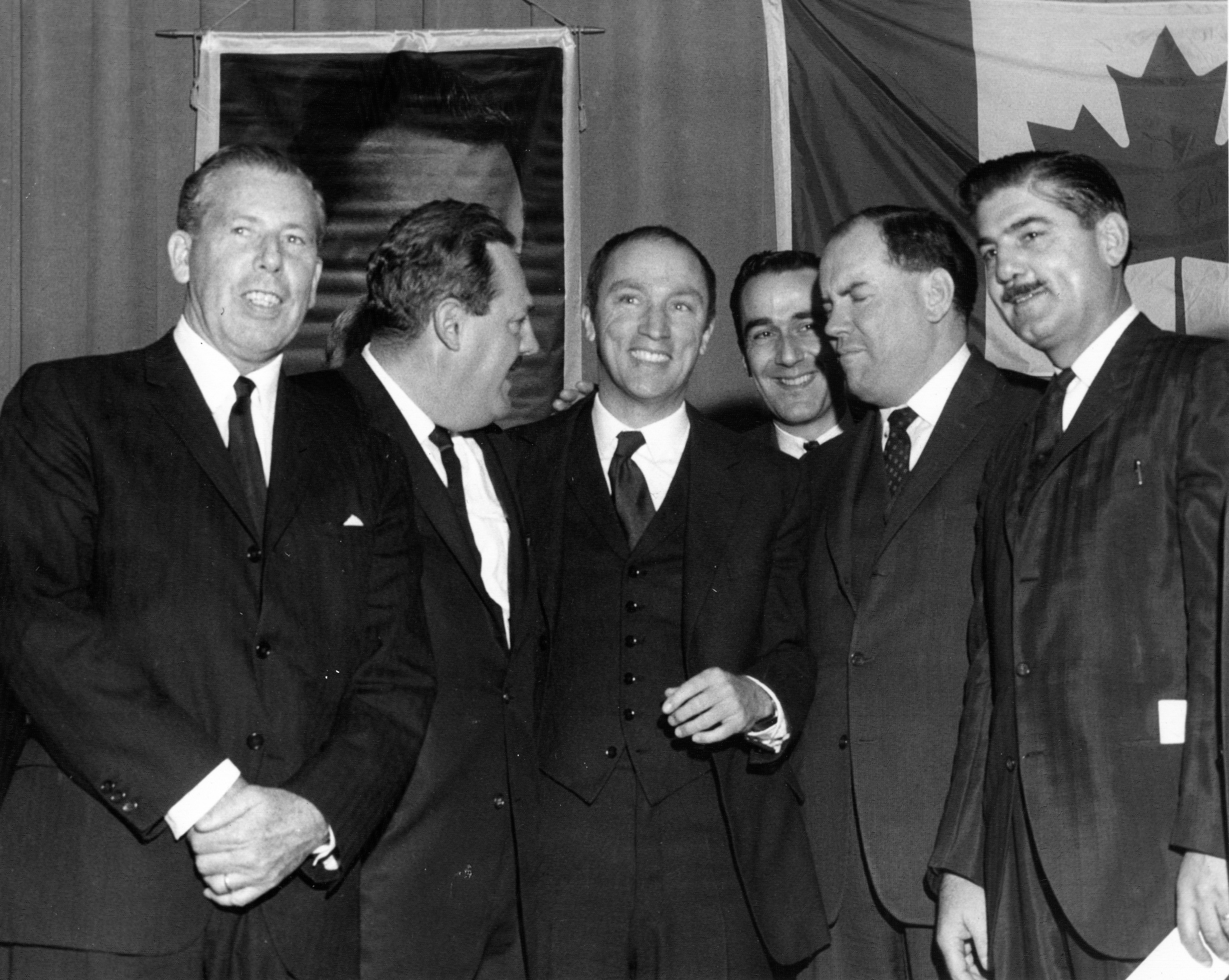
杜魯道（中）獲取皇家山選區自由黨候選人提名（1965年6月6日）

在友人佩爾蒂埃（Gérard Pelletier）和馬尚（Jean Marchand）游说下，杜魯道於1965年加入聯邦自由黨，並於同年聯邦大选中代表該黨贏取蒙特婁西部皇家山選區（Mount Royal）的加拿大國會下議院議席，首度晉身國會。此後他在每次聯邦大選皆在這個選區高票連任議員，直至1984年告別政壇為止。杜魯道有感從CCF改組而成的聯邦新民主黨無法掌政，亦質疑該黨主張集中權力的政策，因此選擇加入自由黨而非新民主黨。
杜魯道剛進國會便獲任為總理萊斯特·皮爾遜的國會秘書，此後在多次國際場合和會議中代表加拿大。他於1967年則獲委入聯邦內閣出任司法部长，任内引入《刑事法修定法案》，當中包括废除刑法中反同性恋的条文，使同性恋在1969年非刑事化。他对此有一个著名的评论：“政府不该管这个国家的卧室里面的事”。該項法案亦將避孕用品、墮胎和彩票等事物合法化，引入新的槍械擁有權管制，和批准對懷疑酒後駕駛人士進行呼氣測醉試驗。杜魯道还放松了关于离婚的条文。在讨论宪法时，他和魁北克省长丹尼尔·约翰逊发生了冲突。
1967年加拿大迎来建立聯邦一百周年之际，皮尔逊宣布退出政坛，並辭任自由黨黨魁。杜魯道宣布角逐該黨黨魁職務，其竞选活动充满活力惹來媒體注意。而受到当时反主流思潮影响，很多青年人把杜魯道视作他们的代表和新一代的标志，杜魯道遂成為黨魁選舉大熱。然而，杜魯道只於1965年加入自由党，入党時間不長，大批自由黨黨員因此对他持有保留。此外，他對離婚、墮胎和同性戀等議題的觀點亦被視為激进，更被為數不少的自由黨黨員反對，電視鏡頭更拍攝到內閣部長拉馬什（Judy LaMarsh）在党大会上以粗俗用語指杜魯道並非自由黨人。縱雖如此，杜魯道仍於1968年4月舉行的自由黨黨魁選舉中击败老保罗·马丁（第21任总理保罗·马丁之父）和保羅·赫勒等多名资深自由党阁员，在第四輪投票以51%得票率當選党魁，並於4月20日宣誓就任總理。

## 首相（1968年-1979年）

### 第一次和第二次政府（1968年-1974年）
杜魯道隨後解散國會，並定於1968年6月25日舉行联邦大选。杜魯道的个人魅力使他拥有前所未有的人气，甚至出现了杜魯道热（Trudeaumania）的现象，惠及他的選情。競選期間杜魯道支持以参与式民主手段，將加拿大建设成一個「公平社会」（"Just Society"）。他又大力辯護實行不久的全民医疗保健制度和地方发展計划，以及他擔任司法部長期間引入的刑法改革。
大選前夕，杜魯道在蒙特婁出席年度施洗聖約翰節巡遊，期間部分魁北克分离主义分子发动骚乱，有人向杜魯道就座的看台投掷石块和瓶子。杜魯道助手要求他采取保护措施自我掩護，但他則镇定自若地坐着面对暴徒，所表现出的勇气给加拿大大众留下深刻印象。翌日他轻松地赢取大选，開始他近十六年的執政。

#### 內政
首屆杜魯道政府實行多項程序變革令國會和自由黨黨團會議更有效運作、增加總理辦公室的規模和角色、並引入新項目從而擴大加國福利社會的規模。

##### 雙語制和多元文化主義
杜魯道透過引入《官方語言法令》來實行皇家雙語制和雙文化制委員會（Royal Commission on Bilingualism and Biculturalism）提出的大部分建議，令英語和法語成為聯邦政府的共同官方語言。宣布英法兩語皆為官方語言的聲明雖獲反對黨支持，但這項政策實際推行時卻遇到較大爭議。1966年至76年之間，法語系人士佔聯邦公務員體制和軍隊架構中的比例倍增，部分英語系加拿大人因此感到憂慮。
杜魯道內閣於1971年10月宣布多元文化主義政策，從而體現皇家雙語制和雙文化制委員會報告的第四節。聲明中確認加拿大為一個具有兩種官方語言的國家，但同時意識到國內具有多種文化；即「在雙語框架中實行多元文化主義政策」。這種觀點挑戰「加拿大由兩個民族結合而成」的魁北克主流思想，遂令魁北克普遍輿論感到懊惱。

##### 十月危机
杜魯道於1970年面對首次嚴峻考驗。恐怖组织魁北克解放阵线（FLQ）成员於當年10月5日绑架英国贸易专员詹姆斯·克罗斯（James Cross），再於五日後綁架魁北克省勞工部長皮埃尔·拉波特（Pierre Laporte），史稱十月危机。加拿大廣播公司電視記者於10月13日詢问杜魯道要采取什么程度的措施来对付恐怖分子时，他简短地回答：“看我的！”（Just watch me.）在魁北克省长布哈薩（Robert Bourassa）同意下，杜魯道於10月16日引用《戰時措施法》，給予政府一系列權力來逮捕和扣留疑犯而無需進行審訊。拉波特的遺體於10月17日在一輛汽車的尾箱中被發現。作为挽救克罗斯生命的交换条件，五名FLQ恐怖分子获准流亡古巴；他们數年後返回加拿大並在獄中服刑。
虽然此次事件一直颇受争议，而杜魯道引用《戰時措施法》的舉動亦曾於當時被新民主黨黨魁道格拉斯（Tommy Douglas）等國會議員批評，但大多数民众似乎都支持杜魯道的坚决果断行动。

##### 憲制事務
經過諮詢各省省長後，杜魯道同意出席由卑詩省省長貝納特（W. A. C. Bennett）主持的會議，探討從英國取回加拿大制憲權。聯邦司法部長特納與各省政府磋商後草擬《維多利亞憲章》（Victoria Charter），確立一項權利憲章、法定雙語制和憲法修正案否決權等事物。這項協議獲九個英語系居民佔多數的省份支持，而魁省省長布哈薩則要求兩星期時間讓他徵詢該省內閣。在魁省民意普遍反對協議下，布哈薩表示該省不會接受協議。

#### 外交政策
杜魯道希望加拿大能在国际舞台上扮演更重要的角色。他同很多国家的领导人，如古巴的菲德尔·卡斯特罗、美国的吉米·卡特等都有良好的私人关系。1970年，他领导的加拿大政府早于美国与中华人民共和国建立正式外交关系；他再於1973年成為首位訪問中华人民共和国的加拿大总理。
1970年代早期，杜魯道政府开始检讨加拿大的国防和外交政策，甚至考虑退出北约组织。虽然加拿大最后決定留在北约，但在随后的几年里，政府开始缩减军队规模。

#### 1972年和1974年大选
1972年大选，杜魯道的自由党組建少數政府。為了獲取新民主党支持，自由黨政府政策期間較左倾，包括成立国营的加拿大石油公司。
反對黨於1974年5月否決自由黨少數政府提出的財政預算案，並通过对杜魯道政府的不信任动议，政府被迫解散并且举行大选。1970年代中的經濟衰退成為這次大選的主要議題。為應對國內通脹，進步保守黨黨魁斯坦菲爾德提議實行薪金和物價管制，但被杜魯道嘲諷此舉有如魔術師般施法術；杜魯道反為提議實行一系列小規模減税來對付通脹。新民主黨支持者有恐進步保守黨上台會實行薪金管制，因此策略性投票支持自由黨，自由黨遂赢得下议院多数席位繼續執政。然而，在亞伯達省省長羅歇（Peter Lougheed）大力批評自由黨財政預算案下，自由黨在該省全軍覆沒。

### 第三次政府（1974年-1979年）

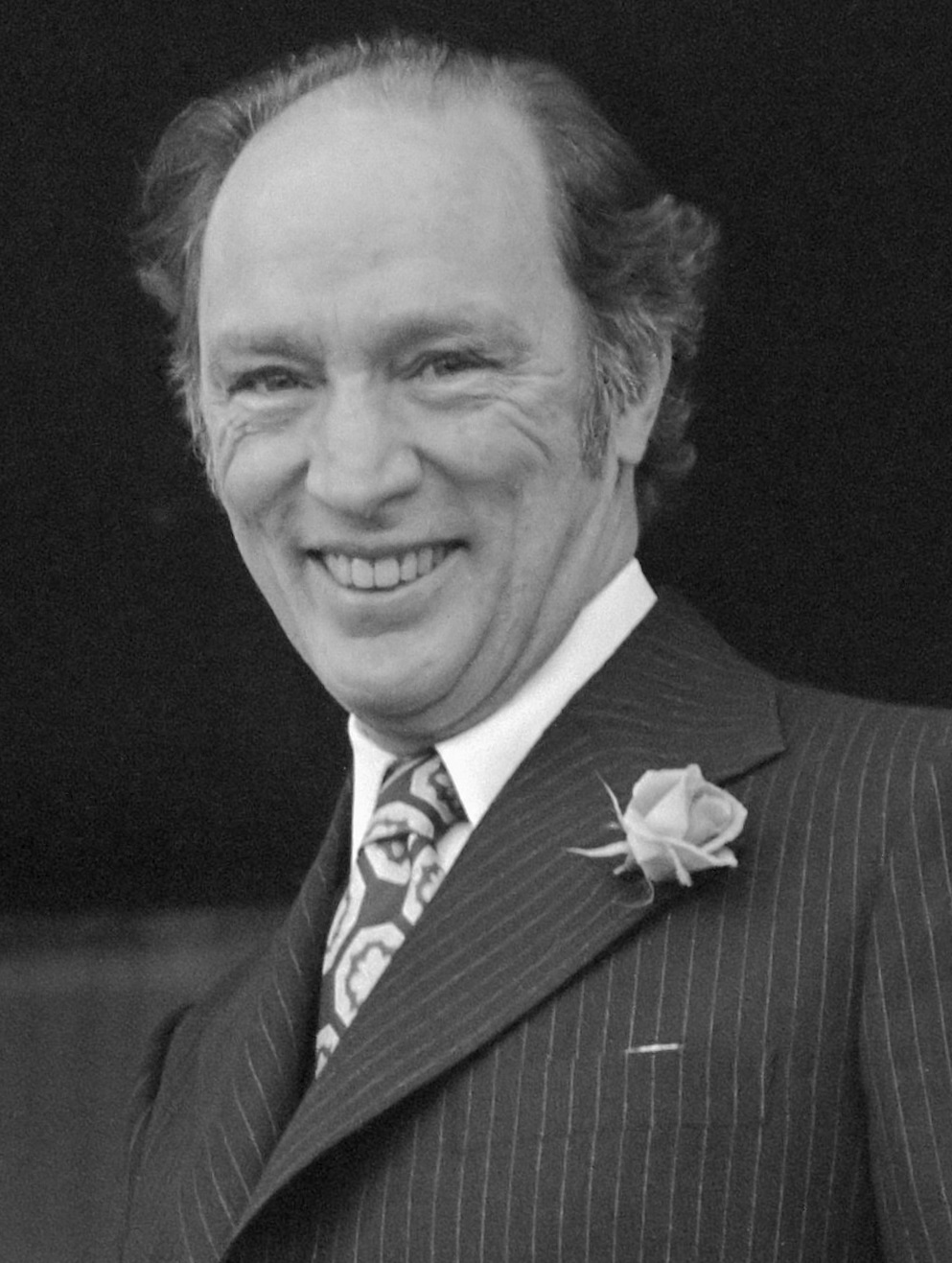
1975年的杜魯道

杜魯道競選期間提倡的經濟方案雖獲選民支持，但對通脹情況實際影響有限，而他從各方所取的意見亦有所矛盾而面臨掙扎。時任財長特納與杜魯道漸生分歧，而在反貼補稅缺乏支持下，特納於1975年9月請辭。杜魯道終在同年10月改變初衷，與新任財長麥當奴（Donald Macdonald）宣布引入《反通脹法》，實行薪金和物價管制。該法案涉及多項傳統上由省政府管轄的範疇，因此觸發最高法院審議；該院最終引用《英屬北美法案》將之定為需由聯邦政府介入的緊急措施而允許保留。杜魯道於1975年聖誕接受CTV電視網訪問時談及經濟，指聯邦政府有需要進一步介入。然而他的學術性用詞和假設性解決方案令外界認為他聲稱資本主義失敗，亦令愈趨新自由主義的商界領袖對他失去信任。
杜魯道繼續嘗試提升加拿大的國際地位，包括於1976年在美國總統福特協助下加入七大工業國集團。下議院於1976年7月14日以130票對124票通過C-84號議案廢除死刑，一級謀殺刑罰改為終生監禁，首25年不得假釋。
與此同時，魁北克再為杜魯道帶來問題。魁北克自由黨否決《維多利亞憲章》後民望上升，該黨此後就憲制事務、省内規範法語為魁北克唯一官方語言、以及魁北克境内航空交通管制使用語言等議題與杜魯道聯邦政府採對立態度。杜魯道視此為魁北克民族主義者的挑釁行為而日漸生怒，並偶然道出他對魁北克自由黨黨魁布哈薩的鄙視。1976年魁北克省選後，由瑞内·勒维克領導的魁北克人黨上台執政，並承諾舉行魁獨公投；杜魯道視魁北克主權運動崛起為他的最大挑戰。
1976年，在杜魯道的支持下，該屆奧運在魁北克省蒙特婁舉行。當時蒙特婁市政府覺得奧運會是一門不能虧本的生意，但是在統籌過程裡，因為興建各項體育館開支甚大，主場館建做過程困難重重（工程要到奧運閉幕後十多年後才完工），導致耗資高达58亿美元。
整體來說，是次奧運會亏损24亿美元，令到蒙特利爾市政府多年來債台高築：總共10億美元的債務要到30年後的2006年11月才還清，是現代奥运会历史上亏损最严重的一次，也令到很多城市不敢申辦奧運，直至1984年洛杉磯奧運出現財政盈餘為止，有分析指杜魯道支持在蒙特婁舉行奧運，是想削弱魁北克省的財政，迫使其在財政上依靠聯邦政府，從而減低魁北克脫離聯邦獨立的可能性。
另一方面，面對中華人民共和國施壓，杜魯道禁止中華民國代表隊以「中國」名義參加該屆奧運。此舉為美國總統福特等人所批評，亦令加拿大面臨多國譴責。
隨着公眾逐漸對杜魯道的性格和加國延綿不斷的憲制爭坳生厌，杜魯道民望於1970年代末急轉直下。他出席1978年七大工業國峰會期間與西德總理施密特商討競選策略；施密特建議他宣布削支方案以平息對自由黨政府錄取赤字的批評。自由黨在1978年一系列下議院議席補選中失利，杜魯道遂拖延舉行大选至限期前兩個月。

### 加美關係

杜魯道與美国总统理查德·尼克松會面（1972年）

杜魯道在任期間，加拿大同美国保持一定距离。他要求外国投资审查机构能够屏蔽掉一些外资投入，并试图增进和欧洲的贸易关系。他和美国总统理查德·尼克松的关系极为糟糕。尼克松认为杜魯道有精英的势利架子，政策偏向社会主义，所以很讨厌他。在白宫录音带中，他称加拿大总理为“那个傻×杜魯道”。后来记者问杜魯道听了这话有何感想，杜魯道说“有比他好的人拿比这更难听的话骂过我。”這些年間，兩國就貿易、防衛、能源、漁業、環境、外交等議題皆有分歧。尼克松下台后，在他的回忆录《领导人》（Leaders）中，对杜魯道评价颇高，与周恩来、戴高乐等并列。
杜魯道经常和美国就外交政策发生摩擦。他经常说美国五角大楼的人是一群“无聊小人”。卡特於1977年就任總統後，兩國關係有所改善。當時的美國較為了解加拿大對政治和經濟上的需求，而在兩國同時出現停滯性通貨膨脹下，加拿大亦前所未有地歡迎美國投資。

## 在野（1979年-1980年）
1979年大選期間，自由黨競選策略集中於杜魯道的果斷決策性格和對憲制事務的充分掌握，但未了解到公眾對該兩點皆已感到厭懼。進步保守党黨魁乔·克拉克則集中討論國內經濟狀況，但在辯解該黨政綱時有所掙扎，而杜魯道在黨魁辯論中表現理想，自由黨選情遂現一線生機。自由黨在該屆大選得票率超越進步保守黨四個百分點，但票源主要集中於魁北克省，並於安大略省失利。進步保守黨最終贏取136席，壓倒自由黨的114席，以少数政府姿態组阁。自由黨屈居第二，杜魯道遂成為官方反對黨領袖。選後杜魯道宣布辞去自由党领袖职位；當時他偏好由麥當奴（Donald Macdonald）繼任。
然而，在自由党开会重新选举领袖之前，新民主党財政評議員李博于同年12月在由進步保守黨政府提出的財政預算案中加入附帶動議，指執政黨已失去下議院的信任。下議院於同月13日表決，在自由党和新民主党聯手下，动议以139票對133票通過，克拉克的少數政府遂告倒台，並觸發一年内第二次聯邦大選。
另一方面，克拉克在魁北克的影響力遠遜杜魯多，魁人黨認為時機成熟，省長勒維克遂於1979年6月公布於翌年春季舉行主权问题公投。在此背景下，自由党黨團以至其本人親友和顧問皆游說杜魯多留任黨魁。自由黨在該次大選中改變策略，刻意低調處理杜魯多的領導地位，杜魯多更缺席黨魁電視辯論。在1980年2月舉行的大选中，安省票源重歸自由黨，該党遂重新获得多数席位，下台不到一年再次执政，杜魯道亦取代克拉克再度出任總理。然而，自由黨在緬尼托巴省以西全軍覆沒，突顯加國東西兩地的文化和政治差異，亦為杜魯多新一屆總理任期增添難度。

## 首相（1980年-1984年）
杜魯道重新掌政後首要議題為應對魁省主权公投；就此他委派讓·克雷蒂安為聯邦政府的公投代言人，冀望克雷蒂安可有效向魁北克的工人階級推銷反對魁獨方的立場。杜魯道本人則拒絕承認公投問題内容的合法性，並指出公投倡議「主權-結合」方案中的「結合」環節（即魁北克與加拿大保持經濟聯繋）需獲其他省份同意
魁北克省議會於1980年3月就公投事務進行辯論，期間省長勒維克針對杜魯多名稱中的母系姓氏「艾略特」，指杜魯多的蘇格蘭裔背景大於其法裔背景。杜魯多在公投前六日發表演講時就此作出回應，指父母雙方在魁北克皆有多名祖先，並指自己的全名為一個魁北克人和加拿大人名稱。他並表示反對魁獨方勝出的話，將視此為授權改革加拿大聯邦制度和修改憲法，並向加拿大英語系居民表示加國必需變更，反對方即使獲勝亦不應視為支持維持現狀。公投於5月20日舉行，最終近六成選民反對而未获通过。結果公布後，杜魯多表示自己「從未如此以作為魁北克人和加拿大人為榮」。
經過1970年代的能源危機，為了確保國內石油供應和價格穩定，自由黨政府在1980年10月公布的財政預算案中引入國家能源計劃（National Energy Program）。方案包括為國內生產的石油定立低於國際油價的價格上限，以減低國民和國內工業受國際油價上下波動影響。此外，聯邦政府亦對能源業開徵新税。此項方案迅即成為杜魯多政府最具爭議的政策之一，並廣受以能源業為主要經濟支柱的西部省份（特別是亞伯達省）所反對；民調顯示亞伯達省居民反對和支持國家能源計劃的比數為五對一。不少西部國民除了將1980年代當地石油業蕭條歸咎於國家能源計劃，亦將之視為聯邦政府掠奪西部資源，方案亦只惠及東部的國民和企業，加深西部對加東的疏遠異化情緒。自由黨政府隨後與亞伯達省政府展開磋商，雙方達成協議修改兩級政府之間的能源業收入共享安排，並取消聯邦政府對亞伯達省生產石油徵收的出口税。

### 憲法
1980年魁獨公投失敗後，杜魯多決意推行修憲。方案計劃確立聯邦政府在數個範疇的權力、給予《加拿大权利和自由宪章》憲法地位、以及制定修憲程序。經過杜魯多和眾省省長數個月來的爭論，他宣布聯邦政府將向英国国会請求取回加拿大制憲權，額外事項將交公投表決，但不徵詢眾省政府意見。此舉獲新民主黨以及安大略省和紐賓士域省省長支持，但進步保守黨黨魁克拉克和其餘全數省長皆反對。在多省政府挑戰下，最高法院裁定聯邦政府單方面取回制憲權雖然合法，但有違憲制傳統。
杜魯多其後再與眾省省長於1981年11月齊聚渥太華，以冀解決分歧。魁省省長勒維克堅持魁北克應持有憲法否決權，而魁北克的「獨特社會」地位亦應獲憲法承認，但不為杜魯多接納。另一方面，在其他省長壓力下，杜魯多同意在《權利與自由憲章》中加入但書條款，容許國會或省議會以臨時性質凌駕憲章的部分條款。這項折衷未能滿足勒維克，但被其他九省省長接納，杜魯多遂獲取足夠支持。女王伊利沙伯二世於1982年4月17日御准包括《1982年憲法法案》和《權利與自由憲章》在內的《1982年加拿大法令》，标志着加拿大终于成为憲制独立的主权国家。然而，憲法至今一直未被魁北克省議會確認，而聯邦政府繞過魁北克制憲的舉動，亦為1980年代末至1990年代初的修憲風波以至1995年魁獨公投埋下伏線。

### 外交

杜魯多（左一）出席1983年七大工業國集團峰會

1983年底到1984年初，杜魯道访问了北约和华约组织多国，冀望双方能达成协议削减核武器和平共处。他的努力为他赢得了阿尔伯特·爱因斯坦和平奖，但也惹恼美國的罗纳德·里根政府。有些观察家批评他的行为不现实，因为华约国家不可能有独立于苏联的外交政策，游说他们毫无用处。
與此同時，他同意美国在加拿大领土进行巡航導弹试验，影响了他作为和平主义者和裁军倡导人的信誉。

### 請辭
到了1984年，民意調查顯示马尔罗尼領導下的進步保守黨支持度大幅領先自由黨，而自由黨若繼續由杜魯道領導的話，幾乎肯定會在下次大選中落敗。1984年2月29日，杜魯道在一次“雪中漫步”后宣布辞去总理职位，6月30日正式離任，结束了他近16年的执政生涯。
杜魯道在特納繼任總理前，建議總督讓娜·索韋委任逾200名自由黨黨員出任上議院議員、法官、以及不同政府機構和國有企業董事局成員等政治回報職位。外界質疑部分獲委人士是否擁有足夠資歷來出任該些職位，而這些任命數目之多亦招來批評。縱然面對輿論壓力，特納不單沒有撤銷該些任命，還向總督建議委任另外70多人，以換取杜魯多提前離任。
受多項因素影響，加上自由黨失去傳統來自魁北克省的支持，該黨在大選中慘敗，僅保著下議院40個議席，遠遠落後進步保守黨的211席，為歷來勢力最懸殊的下議院議席分佈。

## 退休及晚年
杜魯道退出政坛後加入蒙特婁的希南布雷奇律師事務所（Heenan Blaikie）任職律師，雖然较少发表公众讲话或者接受记者采访，但在公眾熱議話題发言時仍有一定影響。他通过演讲和撰文强烈反对《米奇湖修宪協定》和《查洛頓修宪協定》，声称協定若通過会损害联邦和《权利宪章》。这些看法对最后决策有很重要的参考意义，修宪提议最终被击败。杜魯道还繼續活跃国际事务，经常出访拜会各国领导人，并参与罗马俱乐部等国际组织的活动。他的回憶錄於1993年出版。
杜魯道晚年的时候罹患帕金森氏症和前列腺癌，开始逐步淡出公众视线，但直至病逝前幾個月他仍繼續從事律師工作。1998年，他的幼子米切爾於度假滑雪期間不幸遭遇雪崩英年早逝，晚年喪子使其大受打擊，亦令其病情繼續惡化。
2000年9月28日，杜魯道因前列腺癌病逝。他的靈柩於9月30日送抵渥太華國會山莊中央大樓，供政要和公眾憑弔，10月2日經鐵路轉送蒙特利尔时，群众自发的沿着铁路线为他送别。喪禮於10月3日以国葬規格舉行，在座包括古巴国务委员会主席菲德爾·卡斯特罗和前美国总统吉米·卡特等国际政要。他的長子賈斯汀在喪禮上致悼詞，表現獲外界好評，令他在加拿大政壇上嶄露頭角。杜魯道最后安葬在魁北克圣瑞米的家族墓地中。

## 家庭和婚姻

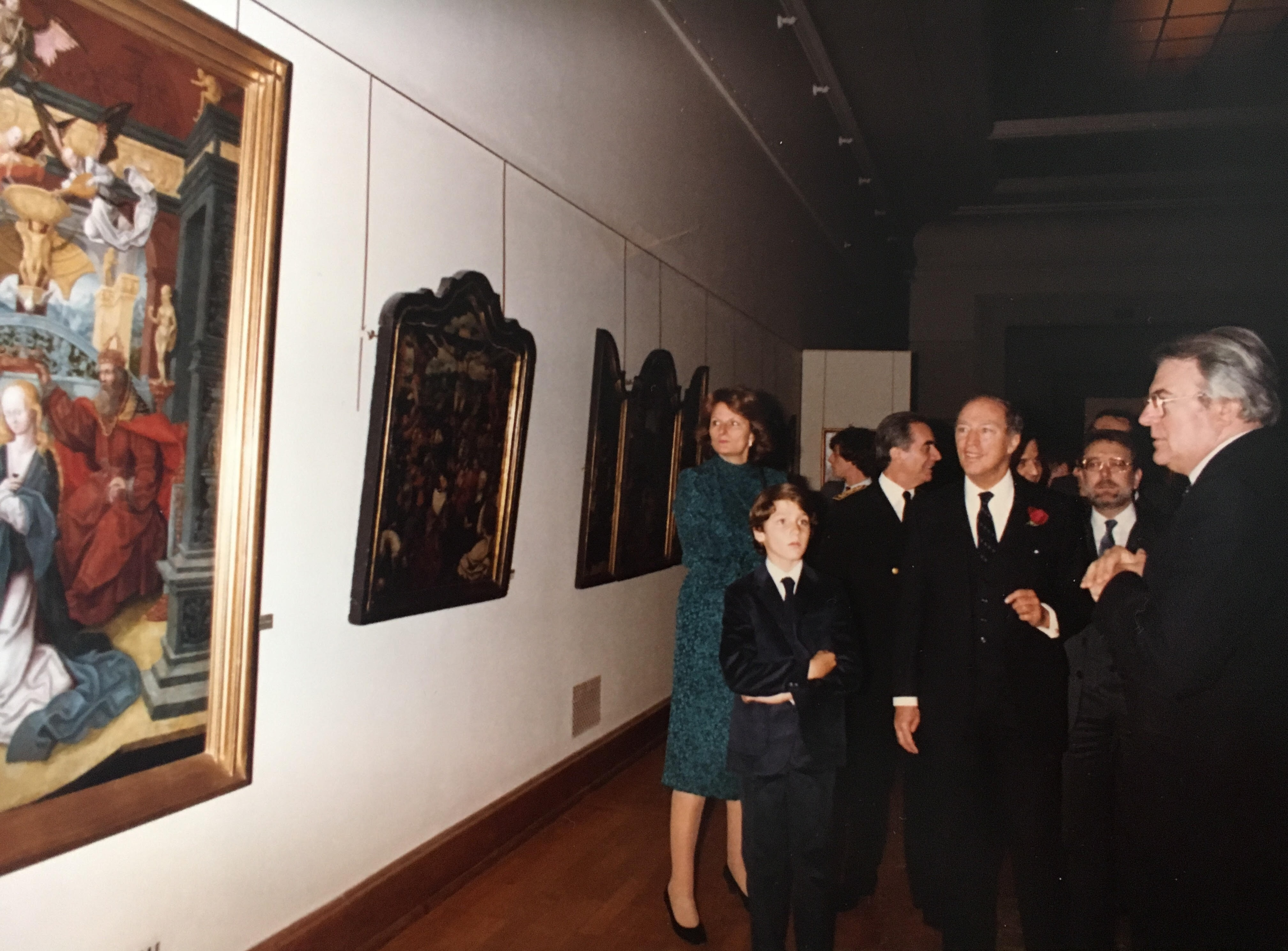
皮耶和賈斯汀到訪法國里爾美術宮（1982年）

杜魯多於1968年出任總理時仍然未婚，1969年-1970年間則和芭芭拉·斯特赖桑德约会。他於1971年和温哥华地區下議院議員和自由黨黨籍內閣部長占米·辛克莱（Jimmy Sinclair）的女兒玛格丽特（Margaret）結婚；新娘只有22岁，年龄不到杜魯道的一半。婚后兩人育有三名兒子，分別為賈斯汀（1971年出生）、亞歷山大（1973年出生）和米切爾（1975年出生）。
作為強烈知識分子的杜魯道集中工作，鮮有抽空作樂和陪伴家人，玛格丽特因此逐漸厭倦這段婚姻並感到受困，而這般情緒亦受她的躁鬱症影響而惡化。兩人終在1977年分居，並於1984年正式離婚，三名兒子的撫養權歸皮耶；他成為首位任內離婚並擔當單親父親的總理。
離婚後杜魯道一度與在超人電影系列中飾演露易絲·莱恩的演員馬戈迪·基德爾約會，其後則與狄波拉·科恩（Deborah Coyne）交往，兩人的女兒莎拉（Sarah Coyne）於1991年出生。狄波拉·科恩曾於2013年競逐聯邦自由黨黨魁職位，最終排名第五，不敵賈斯汀·杜魯多。

## 政治遗产
不少加拿大國民仍對杜魯道抱有好感，但反對者對他持有的負面印象隨著時間流逝也只有稍為軟化。歷史學家布利斯（Michael Bliss）稱，杜魯道的強烈個性、鄙視對手的態度和厭惡妥協的風格令他成為「眾加拿大總理之中最令人欽佩亦最令人反感之一」。
加拿大西部不少國民认为杜魯道的政策（包括推出国家能源计划）牺牲了西部利益来讨好安大略和魁北克，因此對他不存好感。另外，杜魯道在十月危机期間实施戒严的措施也被部分魁北克人視為对民主制度的威胁。但是随着时间的推移，特别是把他同他的继任，進步保守党的布莱恩·马尔罗尼比较的时候，人们对他的好感日增。
还有人认为他当政期间加拿大經濟表现不佳，失业率和通货膨胀率踞高不下。1968年他就任时加拿大的债务是180亿元（佔國民生產總值24%），1984年卸任时为2000亿（佔國民生產總值46%）——增加了11倍。然而这似乎是当时西方国家的通病，在他下台后情况也持续了一段时间，所以杜魯道对此应付的责任尚可商榷。值得注意的是，在他任内加拿大的社会发展指数和生活质量一直居世界前列。
《麥克林》雜誌於1997年和2011年進行兩次學者調查，杜魯道皆被評為加拿大第五佳總理。

### 宪法遗产
杜魯道影响最为深远的政治遗产是1982年《加拿大宪法》，當中包括不牽涉英國的修憲程序，而獲給予宪法地位的《权利和自由宪章》也对加国发挥积极作用。宪法被視為推動國內民权和自由，對大部分加拿大人而言也構成該國價值觀的基石。宪法在保护原住民、妇女、同性恋和少数族裔免受社会歧视中起了很大作用。为了不与此宪章冲突，很多联邦和省的法律条例被改写，还有很多法令被废止。例如，加拿大最高法院1993年废除了堕胎限制，2003年又废止了关于同性婚姻的限制。
加拿大保守主義者聲稱憲法為國內法律系統帶來過多司法行動主義（judicial activism），而憲法從未獲魁北克省政府確認以及不為魁北克提供憲制否決權，亦為魁北克民族主義者所抱怨。
《权利和自由宪章》本身存在很多争议。加拿大最高法院裁定《权利和自由宪章》不可应用于习惯法的审判中。为了规避这个宪章，它所附属的但書條款（notwithstanding clause）也偶然被引用。

### 魁省问题
杜魯道对于魁北克省的贡献也是褒贬不一。很多人欣赏他在十月危机时候的表现，他杜绝了魁北克独立运动的暴力倾向，此后该运动基本保持在和平和民主的轨道内。很多人赞赏他在第一次公民投票中维持联邦的努力；一些分离主义分子却认为他是出卖魁北克利益的叛徒。
杜魯道就任總理期間，在魁北克幾乎没有聯邦層面的政治对手。舉例説，1980年的联邦大选中，自由党夺取了全省75个席位中的74席。但是在省级选举中，民众们却把票投给了追求主权独立的魁北克人党。1984年退休后，他的声望在英语加拿大地区日隆，然而在魁北克却是寥寥无几，而聯邦自由黨在魁北克此後亦表演平平。自1982年憲法生效後至2015年，聯邦自由黨一直未能贏取國會下議院的過半數魁北克議席，而魁北克主權主義者亦對杜魯道本人反感。

### 加西問題
杜魯道去世後在西部省份的聲望遠遜與加拿大其他英語地區，而他更偶然被視為「西部異化情緒之父」。當地不少國民認為杜魯道政府偏袒安省和魁省，同時卻牺牲西部利益。國家能源計劃被視為有欠公允地阻止西部省份獲取從當地石油和天然氣資源獲取的全數經濟利益，從而支付全國社會福利項目，並將財富轉移至國內較貧困地區。國家能源計劃實施後，石油資源充裕的亞伯達省失業率從4%飈升至10%，上述情緒因此在該省尤以為甚；有估計指國家能源計劃令亞伯達省失去介乎5百億元至1千億元收入。

### 双语制度
杜魯道的双语政策受到一些人的指责。西部英语人士认为，在政府机构内强制使用双语是一种浪费，因为那里几乎没什么人说法语。法语人士却认为，这种政策有让法语文化有被英语文化同化的危险。另外，虽然这个政策安抚了法裔加拿大人对联邦政府的敌视情绪，但没有能满足他们让加拿大两种文化和语言完全平等的期待。原来制定的让至少一半的高中毕业生能流利地说两种语言的目标也没有达到。杜魯道后来有些懊悔选择了“双语”这个词，因为这样听上去好像要求每个加拿大人都说两种语言。而实际上，杜魯道设计的前景是让所有的文化都能在加拿大占有一席之地。
不管怎么说，杜魯道的双语政策至少在公共领域还是很成功的，双语人口比例三十年内增加了很多。无论是在加拿大何地，联邦政府部门都可以用英法双语为人民服务。无论在哪个省区，都可以接收英法双语的电视和電台广播。更重要的是，加拿大现在成为文化多元化程度最高的国家之一，双语政策功不可没。

### 多元文化
1971年10月8日，杜魯道在國會下議院公布多元文化政策，為全球之首。此後國内數省（如亞伯達、薩斯喀徹溫和緬尼托巴），以至其他如澳大利亞般與加拿大歷史和移民族裔構成相近的國家亦有所仿傚。這項政策顯示加拿大對世界各地所持的開放態度，並配合前總理皮爾遜引入的移民政策，至今仍獲取多屆聯邦政府不同程度的把持。

### 文化事業
杜魯道在任期末段確保加拿大國家畫廊和加拿大文明博物館皆在渥太華首都地區置有永久場所。杜魯道政府亦引入國內電影業和廣播業必需製作一定程度「加拿大内容」的規定，並撥款發展國內的媒體和文化行業。這些政策雖然仍具爭議，但無疑鞏固了國內的傳媒事業。

## 荣誉

### 殊勳和御賜榮譽
| 綬帶 | 勳章                           | 注釋 |
|      | 名譽勳位（C.H.）               | - 1984年7月4日頒發                                                                                            |
|      | 加拿大同伴勳章（C.C.）         | - 1985年6月24日頒發 - 1985年10月30日敘任                                                                      |

杜魯道的盾徽，中上方的楓葉圖案代表杜魯道曾任總理

|      | 加拿大聯邦成立百週年紀念勳章   | - 1967年頒發 - 杜魯道當時出任聯邦內閣部長和國會下議院議員，在加拿大排名名單之列，遂獲發此勳章。               |
|      | 伊利沙伯二世銀禧獎章（加拿大） | - 1977年頒發 - 杜魯道當時出任總理和國會下議院議員，在加拿大排名名單之列，遂獲發此勳章。                       |
|      | 加拿大聯邦成立125週年紀念勳章  | - 1992年頒發 - 杜魯道為前任總理和加拿大樞密院成員，並受勳加拿大同伴勳章，在加拿大排名名單之列，遂獲發此勳章。 |

下列榮譽由總督或女王伊利沙伯二世本人直接頒發：
- 杜魯道於1967年4月4日就任聯邦內閣部長，遂成為加拿大樞密院成員，因此可終身使用「尊貴的」（"The Honourable"）頭銜和「"PC"」勳銜[122]。
- 他於1968年4月20日就任總理，因此可終身使用「非常尊敬的」（"The Right Honourable"）頭銜。
- 他於1984年受勳名譽勳位[31]。
- 他於1985年受勳加拿大同伴勳章（「"CC"」勳銜）[120]。
- 他於1994年12月7日獲加拿大紋章局頒發盾徽、頭飾、持盾者和格言[119]。

### 其他獎項和榮譽
- 杜魯道曾獲加拿大新聞社（Canadian Press）十度名為「年度新聞風雲人物」，當中包括1968年至1975年間連續八年，以及1978年和2000年，並於1999年獲該社名為「20世紀新聞風雲人物」。
- 他於1983－1984年获得阿尔伯特·爱因斯坦和平奖[31]。
- 2004年在加拿大广播公司的电视系列节目《最伟大的加拿大人》观众投票中，杜魯道名列第三。

### 名譽學位
| 地點         | 日期          | 院校              | 學位             |
| ------------ | ------------- | ----------------- | ---------------- |
| 亞伯達省     | 1968年        | 亞伯達大學        | 法學博士（LL.D） |
| 安大略省     | 1968年        | 女王大學          | 法學博士（LL.D） |
| 蘇丹         | 1969年        | 喀土穆大學        |                  |
| 北卡羅来納州 | 1974年        | 杜克大學          | 法學博士（LL.D） |
| 安大略省     | 1974年        | 渥太華大學        | 法學博士（LL.D） |
| 日本         | 1976年        | 慶應義塾大學      | 法學博士（LL.D） |
| 印第安納州   | 1982年5月16日 | 聖母大學          | 法學博士（LL.D） |
| 諾華斯高沙省 | 1982年        | 聖方濟·沙勿略大學 |                  |
| 魁北克省     | 1985年11月5日 | 麥基爾大學        | 法學博士（LL.D） |
| 卑詩省       | 1986年5月30日 | 卑詩大學          | 法學博士（LL.D） |
| 澳門         | 1987年        | 澳門大學          | 法學博士（LL.D） |
| 魁北克省     | 1987年        | 蒙特婁大學        | [ 135 ]          |
| 安大略省     | 1991年3月31日 | 多倫多大學        | 法學博士（LL.D） |

### 以他命名的事物
地點

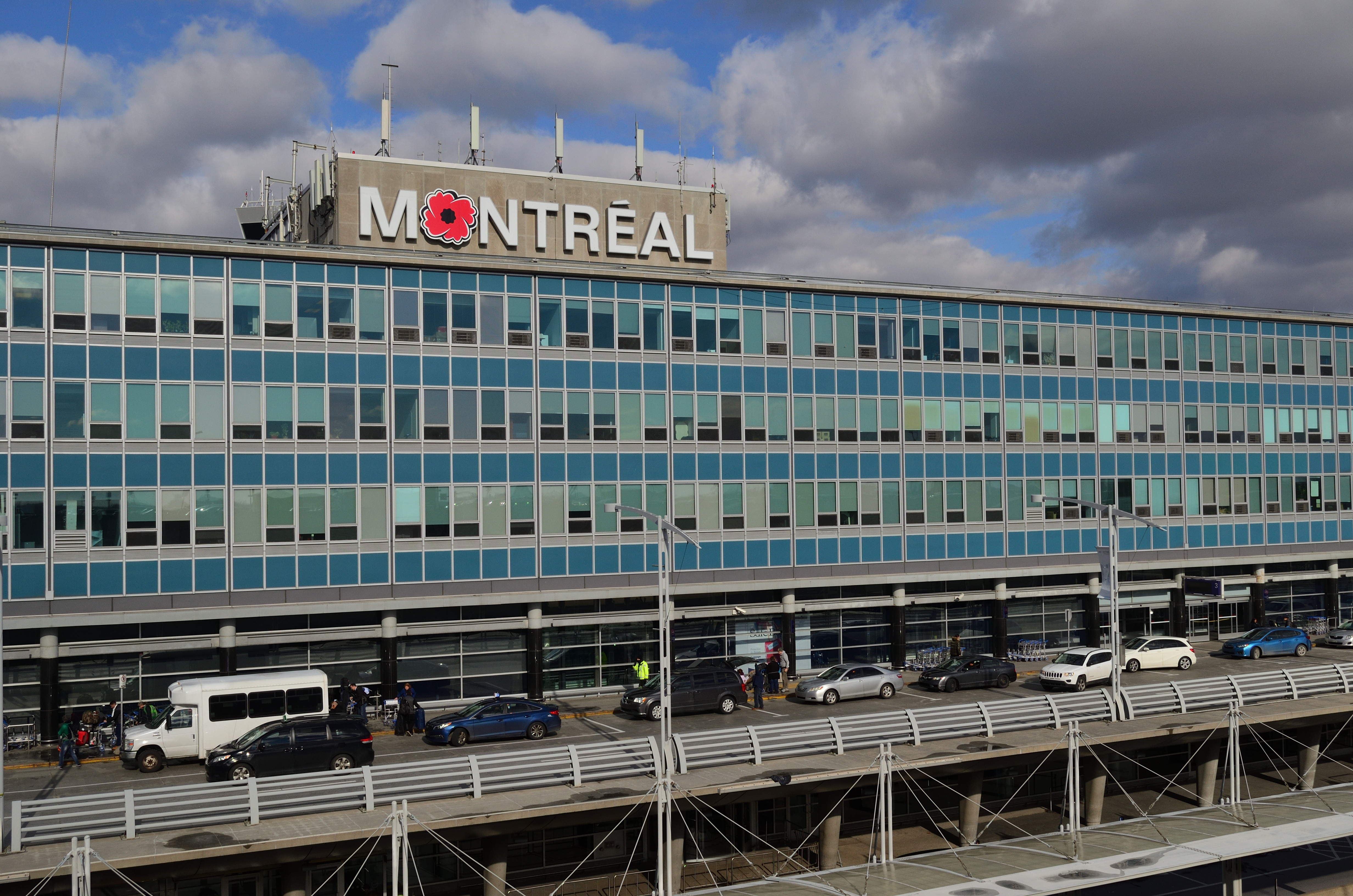
蒙特婁的杜魯道国际机场

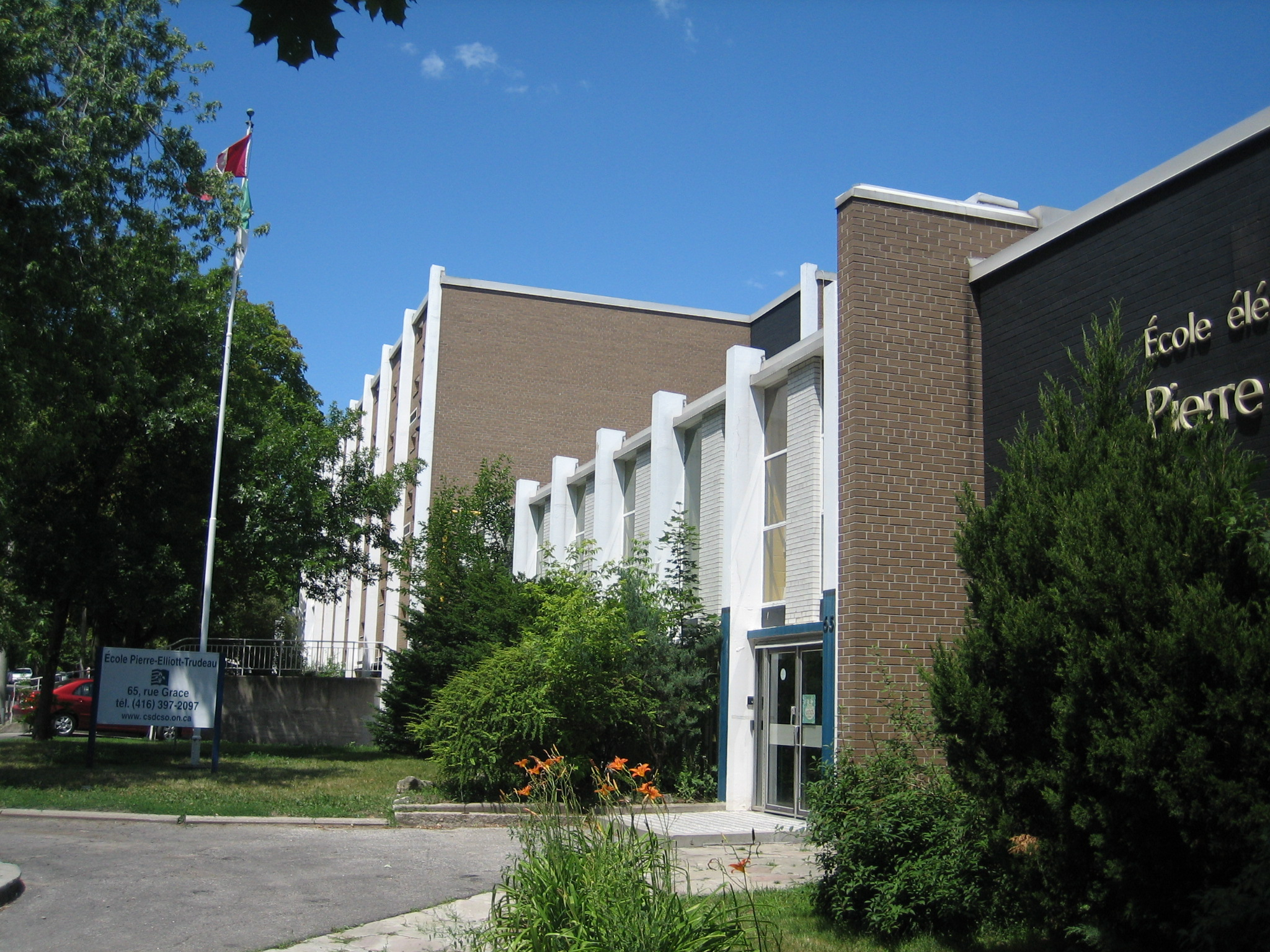
多倫多的皮耶·艾略特·杜魯道小學

- 魁北克省：蒙特利尔的多瓦尔国际机场更名为皮埃尔·特鲁多国际机场（2003年9月9日公布，2004年1月1日生效[1]）
- 卑詩省：卡里布山脈中的皮耶·杜魯道峰（2005年[137]）
- 安大略省：沃恩的皮耶·艾略特·杜魯道公園

學校
- 緬尼托巴省：溫尼伯的皮耶·艾略特·杜魯道學院
- 安大略省：多倫多大學的杜魯道和平與衝突研究中心（2004年4月27日[1]）
- 安大略省：多倫多的皮耶·艾略特·杜魯道小學（法語）
- 安大略省：聖湯瑪士的皮耶·艾略特·杜魯道法語公立學校
- 安大略省：马克姆的皮耶·艾略特·杜魯道中學[138]
- 安大略省：奧沙華的皮耶·艾略特·杜魯道公立學校
- 魁北克省：布蘭維爾的皮耶·艾略特·杜魯道公立學校
- 魁北克省：加蒂諾的皮耶·艾略特·杜魯道公立學校

組織
- 皮耶·艾略特·杜魯道基金會（2002年成立[1]）